# Verwenden von Kennzeichen verfassungswidriger und terroristischer Organisationen
Das Verwenden von Kennzeichen verfassungswidriger und terroristischer Organisationen ist nach dem Strafrecht Deutschlands ein Vergehen, das in § 86a Strafgesetzbuch (StGB) geregelt ist. Der Schwerpunkt der Anwendung liegt bei Kennzeichen ehemaliger nationalsozialistischer Organisationen.
Bei diesem Staatsschutzdelikt handelt es sich um ein abstraktes Gefährdungsdelikt. Geschützte Rechtsgüter sind nach herrschender Meinung der demokratische Rechtsstaat und der politische öffentliche Friede. Es soll der Eindruck verhindert werden, dass es eine rechtsstaatswidrige Entwicklung gebe, in der verfassungsfeindliche Bestrebungen in der durch die Kennzeichen symbolisierten Richtung geduldet werden würden. Die konkrete Absicht zur Unterstützung der Organisation ist nicht notwendig.

## Wortlaut
§ 86a StGB lautet:
(1) Mit Freiheitsstrafe bis zu drei Jahren oder mit Geldstrafe wird bestraft, wer
1. im Inland Kennzeichen einer der in § 86 Abs. 1 Nr. 1, 2 und 4 oder Absatz 2 bezeichneten Parteien oder Vereinigungen verbreitet oder öffentlich, in einer Versammlung oder in einem von ihm verbreiteten Inhalt (§ 11 Absatz 3) verwendet oder
2. einen Inhalt (§ 11 Absatz 3), der ein derartiges Kennzeichen darstellt oder enthält, zur Verbreitung oder Verwendung im Inland oder Ausland in der in Nummer 1 bezeichneten Art und Weise herstellt, vorrätig hält, einführt oder ausführt.
(2) Kennzeichen im Sinne des Absatzes 1 sind namentlich Fahnen, Abzeichen, Uniformstücke, Parolen und Grußformen. Den in Satz 1 genannten Kennzeichen stehen solche gleich, die ihnen zum Verwechseln ähnlich sind.
Die für entsprechend anwendbar erklärten Absätze 3 und 4 des § 86 StGB lauten:
Verbreiten von Propagandamitteln verfassungswidriger und terroristischer Organisationen
[…]
(3) Absatz 1 gilt nicht, wenn die Handlung der staatsbürgerlichen Aufklärung, der Abwehr verfassungswidriger Bestrebungen, der Kunst oder der Wissenschaft, der Forschung oder der Lehre, der Berichterstattung über Vorgänge des Zeitgeschehens oder der Geschichte oder ähnlichen Zwecken dient.
Der in § 86a Absatz 1 StGB genannte § 11 Absatz 3 StGB lautet:
[…]

## Gesetzgebungsgeschichte
Die Vorgängernorm zu § 86a StGB war der mit dem Sechstem Strafrechtsänderungsgesetz 1960 eingefügte § 96a StGB. Diesem waren wiederum 1953 die §§ 4, 28 Versammlungsgesetz vorausgegangen, die sich nur gegen den Gebrauch nationalsozialistischer Kennzeichen gerichtet hatten.
Durch das Achte Strafrechtsänderungsgesetz wurde 1968 § 86a StGB eingeführt. Einher gingen Änderungen gegenüber dem vorhergehenden § 96a StGB, insbesondere wurde die Verbreitung verkörperter Kennzeichen unter Strafe gestellt.
Art. 19 Nr. 7 EGStGB passte die Norm mit Wirkung ab 1975 redaktionell an.
Das Einundzwanzigste Strafrechtsänderungsgesetz stellte 1985 die Vorbereitungshandlungen des Herstellens, Vorrätighaltens und Einführens in Anlehnung an § 86 Abs. 1 StGB unter Strafe. Dies geschah vor allem wegen der zunehmenden Bedeutung der Einfuhr von Material aus dem Ausland.
Durch die Änderungen des Verbrechensbekämpfungsgesetzes wurden 1994 in Absatz 1 die Ausfuhr und in Absatz 2 die Fälle der Ähnlichkeit erfasst. Die Regelung der ähnlichen Kennzeichen erfolgte in Anlehnung an eine entsprechende Passage in § 132a Abs. 2 StGB.
Durch das Sechzigste Gesetz zur Änderung des Strafgesetzbuches wurde § 86a StGB 2020 mit Wirkung ab 2021 geändert und der Begriff der Schrift mit demjenigen des Inhalts ersetzt; mit gleichem Änderungsgesetz wurde auch die Anwendbarkeit auf Auslandstaten unter bestimmten Voraussetzungen erweitert.
2021 wurde in Absatz 1 Nr. 1 ein Verweis auf den neuen § 86 Absatz 2 eingefügt. Die Überschrift wurde um „und terroristischer“ ergänzt. Seitdem befasst sich die Strafnorm auch mit den Kennzeichen terroristischer Organisationen.

## Geschützte Rechtsgüter und Deliktsnatur
Nach der herrschenden Meinung werden durch § 86a StGB die Rechtsgüter demokratischer Rechtsstaat und politischer Friede geschützt.
Genannt werden und wurden als geschützte Rechtsgüter zum Beispiel aber auch der Schutz der verfassungsmäßigen Ordnung neben dem Schutz des politischen Friedens, „die Abwehr einer Wiederbelebung der verbotenen Organisation oder der von ihr verfolgten verfassungsfeindlichen Bestrebungen, auf die das Kennzeichen symbolhaft hinweist“ und die „Wahrung des politischen Friedens dadurch, daß jeglicher Anschein einer solchen Wiederbelebung sowie der Eindruck bei in- und ausländischen Beobachtern des politischen Geschehens in der Bundesrepublik Deutschland vermieden wird“, ähnlich der demokratische Rechtsstaat und der politische Frieden sowie zusätzlich das Ansehen der Bundesrepublik Deutschland im Ausland, der Schutz des politischen Friedens in der Bundesrepublik [offenbar allein dieser] sowie der Schutz der verfassungsmäßigen Ordnung [offenbar allein dieser].
Es handelt sich um ein (mittelbares) Organisationsdelikt. Die „Vorschrift des § 86a StGB bezweckt den Schutz der verfassungsmäßigen Ordnung durch die Abwehr einer Wiederbelebung verfassungswidriger Organisationen“ begründete der Bundesgerichtshof 2004 eine Entscheidung.
Die Norm ist ein abstraktes Gefährdungsdelikt. Eine konkrete Gefahr für die geschützten Rechtsgüter oder gar deren Verletzung sind daher nicht erforderlich, um den Tatbestand zu erfüllen.
Zusammenfassend formuliert das Bundesverfassungsgericht in einem Kammerbeschluss im Jahre 2009:

„Der Schutzzweck des § 86a StGB besteht in der Abwehr der symbolhaft durch die Verwendung eines Kennzeichens ausgedrückten Wiederbelebung bestimmter Organisationen sowie der symbolhaft gekennzeichneten Wiederbelebung der von solchen Organisationen verfolgten Bestrebungen. Dabei wehrt § 86a StGB als abstraktes Gefährdungsdelikt Gefahren ab, die schon allein mit dem äußeren Erscheinungsbild eines Kennzeichens verbunden sind. Ein Unterstützungswille für die durch das Kennzeichen symbolisierte Organisation muss dabei nicht bestehen. Die Norm verbannt somit die entsprechenden Kennzeichen grundsätzlich aus dem Bild des politischen Lebens und errichtet so ein kommunikatives ‚Tabu‘. Es soll bereits jeder Anschein vermieden werden, in der Bundesrepublik Deutschland gebe es eine rechtsstaatswidrige politische Entwicklung in dem Sinne, dass verfassungsfeindliche Bestrebungen in der durch das Kennzeichen symbolisierten Richtung geduldet würden […].“

## § 86a StGB als Schranke der Meinungsfreiheit
§ 86a StGB gehört nach dem Bundesverfassungsgericht zu den allgemeinen Gesetzen und somit zu den zulässigen Schranken der Meinungsfreiheit im Sinne von Art. 5 GG.

## Vergehen und fehlende Versuchsstrafbarkeit
Die Straftat stellt ein Vergehen dar, da die Mindeststrafe unter einem Jahr Freiheitsstrafe liegt (§ 12 Abs. 1 StGB). Daher sind nach § 23 Abs. 1 StGB der Versuch und nach § 30 Abs. 1 und 2 StGB bestimmte Vorbereitungshandlungen (Versuch der Beteiligung) wegen fehlender ausdrücklicher Anordnung nicht strafbar.
Es werden aber teilweise materielle Vorbereitungshandlungen „zur Verbreitung oder Verwendung im Inland oder Ausland“ zu vollendeten Straftaten erklärt (§ 86a Abs. 1 Nr. 2 StGB).

## Tatobjekt: Kennzeichen
Tatobjekte können (durch die Verweisung in § 86a Abs. 1 Nr. 1 StGB) Kennzeichen von solchen Parteien oder Vereinigungen sein, die in § 86 Abs. 1 Nr. 1, 2 und 4 StGB aufgeführt werden. Als Kennzeichen werden dabei u. a. Fahnen, Abzeichen, Uniformstücke, Parolen und Grußformen verstanden (§ 86 Abs. 2 Satz 1 StGB).
Nach der Definition des Bundesgerichtshofes sind „Kennzeichen […] sicht- oder hörbare Symbole, deren sich die in § 86 Abs. 1 Nr. 1, 2 und 4 StGB aufgeführten Organisationen bedienen oder bedient haben, um propagandistisch auf ihre politischen Ziele und die Zusammengehörigkeit ihrer Anhängerschaft hinzuweisen […]. Zur Begründung der Kennzeicheneigenschaft ist deshalb allein erforderlich, dass sich die Vereinigung ein bestimmtes Symbol durch einen Autorisierungsakt - sei es durch formale Widmung, sei es durch schlichte Übung - zu eigen gemacht hat, so dass dieses Symbol zumindest auch als Zeichen der verbotenen Organisation erscheint“.
Nach herrschender Meinung ist es dabei unerheblich, ob das Kennzeichen der Öffentlichkeit in Bezug auf die Organisation bekannt ist oder ob es auch in unverfänglichen Zusammenhängen verwendet wird.
Der Name einer Vereinigung selbst ist nach herrschender Meinung kein Kennzeichen, solange er nicht besonders gestalterisch hervorgehoben wird. Hinsichtlich einer Abkürzung des Namens ist strittig, ob sie ein Kennzeichen darstellen kann oder nicht. Von den Gegnern wird vorgebracht, es handle sich bei Abkürzungen um bloße Benennungen ohne den im Tatbestand vorausgesetzten Symbolcharakter; dieser sei erst beispielsweise bei einer Stilisierung wie bei SS-Runen gegeben.
Als nicht problematisch für eine Strafbarkeit wird eine (teilweise bis ins Altertum zurückgehende) frühere, andere Bedeutung angesehen, sofern sich diese Symbole so weit von der ursprünglichen Bedeutung entfernt haben, dass sie nunmehr primär in ihrer neuen Bedeutung erfasst werden, wie beim Hakenkreuz oder der Sig-Rune.

### Kennzeichen verbotener Parteien
§ 86 Abs. 1 Nr. 1 StGB nennt durch das Bundesverfassungsgericht verbotene Parteien sowie deren Ersatzorganisationen. Dies betrifft durch die Verweisung in § 86a StGB insbesondere die Symbole der Sozialistischen Reichspartei, die sich laut Urteilsbegründung des Bundesverfassungsgerichts selbst als Nachfolgeorganisation der NSDAP sah.
Sonderfälle sind die Freiheitliche Deutsche Arbeiterpartei, welche im Verbotsprozess als Verein eingestuft wurde, und die KPD, deren Verbot später relativiert, jedoch nicht aufgehoben wurde. Als Kennzeichen der KPD (West) wurden Hammer und Sichel angesehen. Doch haben Hammer und Sichel heute keinen auf die KPD (West) gerichteten Symbolgehalt mehr. Ihre Nachfolgeorganisation, die Deutsche Kommunistische Partei, trägt weiterhin Hammer und Sichel im Parteisignet.

### Kennzeichen verbotener Vereinigungen
In § 86 Abs. 1 Nr. 2 StGB werden Vereinigungen genannt, die unanfechtbar verboten sind, weil sie sich gegen die verfassungsmäßige Ordnung oder gegen den Gedanken der Völkerverständigung richten. Ersatzorganisationen müssen ebenfalls erst verboten sein. Dies ist allerdings nur von Bedeutung für Kennzeichen, die sich die Ersatzorganisation neu zugelegt hat. Die Verbotsbehörde bestimmt sich nach § 3 Abs. 2 Vereinsgesetz (VereinsG).
Bevor das Verbot unanfechtbar geworden ist, also wenn es lediglich vollziehbar ist, greift § 20 Abs. 1 Nr. 5 VereinsG.
Beispiele solcher Vereinigungen sind vor allem ehemalige oder in der Illegalität weiterbestehende rechtsextreme Organisationen wie die Volkssozialistische Bewegung Deutschlands / Partei der Arbeit (VSBD/PdA) [und damit als Kennzeichen das Keltenkreuz], die Deutsche Alternative, die Nationalistische Front, die Wehrsportgruppe Hoffmann, die Aktionsfront Nationaler Sozialisten/Nationale Aktivisten (ANS/NA), die Nationale Sammlung, die Wiking-Jugend, die Blood-and-Honour-Division Deutschland mit deren Jugendorganisation White Youth und Combat 18.
Strittig ist, ob der sogenannte Kühnengruß als Zeichen der verbotenen ANS/NA anzusehen sei. 2024 hielt dies aber das Kammergericht für möglich, was in der Literatur zustimmend zitiert wurde.
Neben den rechtsextremen Vereinigungen ist aber auch der Islamische Staat (IS) zu nennen. Erfasst ist somit auch dessen Schwarzes Banner mit dem ersten Teil des Glaubensbekenntnisses und dem Siegel des Propheten Mohammed.
Problematisch sind Symbole der FDJ. Nach einer Entscheidung des Oberlandesgerichts Hamm von 1983 soll auch das Emblem der FDJ erfasst sein, nach einer Entscheidung des Bayerischen Obersten Landesgerichts von 1987 nicht jedoch ein blaues (FDJ-)Hemd ohne dieses Emblem. Das Verbot der FDJ (bzw. genauer das der so genannten Vereinigung „Freie Deutsche Jugend (FDJ) in Westdeutschland“) habe sich nach einer Ansicht in der Literatur durch die Vereinigung nicht erledigt. Die Norm solle hier aber „restriktiv auszulegen“ sein, „weil die politische Relevanz der FDJ obsolet zu sein“ scheine. Ein Tatbestandsirrtum solle naheliegen. Nach einer Entscheidung des Landgerichts Berlin von 2023 dagegen soll ein FDJ-Hemd mit Emblem nicht mehr erfasst, sondern ein Fall der teleologischen Reduktion sein. Dies wird von einer anderen Literatur-Meinung zustimmend zitiert.
Ebenfalls problematisch ist, ob "From the River to the Sea" bzw. "From the River to the Sea – Palistine will be Free" ein Kennzeichen der durch Verbotsverfügungen vom 2. November 2023 verbotenen Vereinigungen Hamas oder Samidoun sei.

### Kennzeichen ehemaliger nationalsozialistischer Organisationen
Der § 86 Abs. 1 Nr. 4 StGB zielt auf die ehemaligen nationalsozialistischen Organisationen. Hier liegt der Schwerpunkt der Anwendung des § 86a StGB.
Zu den Kennzeichen, die von der Strafvorschrift erfasst werden, können neben Symbolen wie dem Hakenkreuz, dem stilisierten Totenkopfsymbol der SS und ihrer Untergliederungen oder dem Symbol der Nationalsozialistischen Volkswohlfahrt auch Bilder von Hitler (Kopfbild) und Himmler (Brustbild),
Parolen wie „Alles für Deutschland“, „Deutschland erwache“, „Meine Ehre heißt Treue“ oder
Grußformeln wie „Heil Hitler“, „Sieg Heil“, oder „Mit deutschem Gruß“ zählen sowie Lieder wie das Horst-Wessel-Lied, Vorwärts! Vorwärts! schmettern die hellen Fanfaren (auch genannt: Unsre Fahne flattert uns voran), Es zittern die morschen Knochen oder Ein junges Volk steht auf. Bei Liedern sollen auch markante Textteile sowie das Spielen der Melodie genügen. Nicht jedoch soll das vollständige Spielen der abweichenden Melodie eines anderen Liedes ausreichen, auch wenn dieses Teile der Melodie des verbotenen Liedes enthalte. Dagegen soll das Spielen der Melodie auch dann genügen, wenn dazu ein verfremdeter Text gesungen wird.
Keine nationalsozialistischen Kennzeichen sind dagegen die Reichskriegsflagge (in einer Version vor 1935, d. h. ohne Hakenkreuz) oder Das Lied der Deutschen. Ebenfalls nicht erfasst sein soll ein Bild von Rudolf Heß, da dieser erst nach 1945 zur Symbolfigur Rechtsradikaler geworden sei.

### Kennzeichen terroristischer Organisationen
Welche terroristischen Organisationen gemeint sind, richtet sich nach einer Norm des EU-Rechts. Über den Verweis auf § 86 Abs. 2 StGB sind Kennzeichen solcher Organisationen erfasst, die in dem „Anhang der Durchführungsverordnung (EU) 2021/138 des Rates vom 5. Februar 2021 zur Durchführung des Artikels 2 Absatz 3 der Verordnung (EG) Nr. 2580/2001 über spezifische, gegen bestimmte Personen und Organisationen gerichtete restriktive Maßnahmen zur Bekämpfung des Terrorismus und zur Aufhebung der Durchführungsverordnung (EU) 2020/1128 (ABl. L 43 vom 8.2.2021, S. 1)“ aufgeführt sind. Dies sind beispielsweise die „Al-Aqsa e.V“, die „Hamas“, einschließlich „Hamas-Izz al-Din al-Qassem“, der „Hizballah Military Wing“, die „Hisbollah-Mudschaheddin“ („HM“), die „Kurdische Arbeiterpartei“ – „PKK“, die „Liberation Tigers of Tamil Eelam“ – „LTTE“, der „Palestinian Islamic Jihad“ – „PIJ“ (Palästinensischer Islamischer Dschihad), der „Sendero Luminoso“ – „SL“ („Leuchtender Pfad“) und die „Teyrêbazên Azadîya Kurdistan“ – „TAK“ (Freiheitsfalken Kurdistans).
Diese in § 86 Abs. 2 StGB genannte Durchführungsverordnung trat zwar zum 21. Juli 2021, also noch vor Inkrafttreten der Neuregelung in § 86 Abs. 2 StGB außer Kraft und wurde durch die Durchführungsverordnung (EU) 2021/1188 des Rates vom 19. Juli 2021 ersetzt. Der Verweis in § 86 Abs. 2 StGB ist allerdings eine starre (oder statische) Verweisung, so dass nicht, wie bei einer dynamischen Verweisung, die jeweils aktuell geltende Fassung eines
Rechtstextes Gegenstand der Verweisung wird. Der Gesetzgeber hatte im Gesetzgebungsverfahren als Vorteil der starren Verweisung betont, dass „durch den konkret bezeichneten Rechtsakt der Europäischen Union […] eine gleichwertige Rechtssicherheit und Transparenz zu den erfassten Organisationen wie im Falle eines nationalen Verbots nach dem Vereinsgesetz“ bestehe. Mehrere Oppositionsfraktionen hatten die Verweisung auf die Durchführungsverordnung kritisiert. Der Bundesgerichtshof entschied im Dezember 2024, dass die statische Verweisung auf eine nicht mehr existierende Durchführungsverordnung der EU jedenfalls in solchen Fällen unproblematisch sei, in denen die in Frage kommende Organisation (wie die Hamas) auch in den folgenden Durchführungsverordnungen aufgeführt sei.
Problematisch ist hier ebenfalls, ob "From the River to the Sea" bzw. "From the River to the Sea – Palistine will be Free" ein Kennzeichen der Terrororganisation Hamas sei.

### Zum Verwechseln ähnliche Kennzeichen
Nach der ständigen Rechtsprechung bedeutet „zum Verwechseln ähnlich“, dass ein „nicht besonders sachkundiger und nicht genau prüfender“ Betrachter die typischen Merkmale eines Originalsymbols erkennt. Durch diese Konkretisierung ist § 86a Abs. 2 Satz 2 StGB nach dem Bundesverfassungsgericht auch mit dem Analogieverbot des Art. 103 Abs. 2 GG vereinbar. Dabei ist nach bestrittener, aber herrschender Meinung unerheblich, ob das fragliche Originalsymbol noch überwiegend bekannt oder unbekannt ist.
Als zum Verwechseln ähnliches Kennzeichen beurteilte 2002 das Oberlandesgericht Hamm die Phrase „Unsere Ehre heißt Treue“ in Bezug auf die Originalparole der Waffen-SS „Meine Ehre heißt Treue“.
Bestätigt hat das Bundesverfassungsgericht 2009 eine strafrechtlich relevante Ähnlichkeit der Wortfolge „die Fahnen hoch“ mit dem Titel und den ersten Worten des Horst-Wessel-Liedes „Die Fahne hoch“.
2014 bestätigte der Bundesgerichtshof, dass „eine Fahne, die eine schwarze, eckig gestaltete Triskele (Dreifuß) in weißem Kreis auf rotem Grund zeigte“, „aufgrund ihrer Aufmachung und ihrer Farbgestaltung […] dem Banner der verbotenen Jugendorganisation "White Youth" der "Blood and Honour Divison Deutschland", dessen Triskelenschenkel lediglich in die andere Richtung zeigen, zum Verwechseln ähnlich sah […].“
Nicht strafbar soll allerdings nach einer Entscheidung des Bundesgerichtshofes von 2005 das Verwenden der Parole „Ruhm und Ehre der Waffen-SS“ sein. Es handele sich um eine Phantasieparole, die weder der Parole der Waffen-SS „Meine Ehre heißt Treue“ bzw. „Unsere Ehre heißt Treue“ noch mit der der Hitlerjugend „Blut und Ehre“ genügend ähnlich sei. Bei einem Phantasiekennzeichen bzw. einem erheblich abgewandelten Kennzeichen reiche aber auch nicht, dass der Eindruck erweckt werde, es handele sich um eine Originalparole. Mit ähnlicher Begründung hob auch das Bundesverfassungsgericht 2006 eine Verurteilung wegen dieser Phantasieparole auf. Die Entscheidung des Bundesverfassungsgerichts wurde teilweise in der rechtswissenschaftlichen Literatur kritisiert.
Ebenfalls nicht strafbar soll nach einer Entscheidung des Bundesgerichtshofes aus 2009 das Verwenden einer Übersetzung eines Leitspruches einer ehemaligen nationalsozialistischen Organisation in eine andere Sprache sein.
Als strittig kann gelten, ob der sogenannte Kühnengruß als zum Verwechseln ähnliches Kennzeichen gelten kann oder nicht. Der Gesetzgeber wollte ihn mit der entsprechenden Gesetzesänderung erfassen. Nach der ablehnenden Ansicht soll es jedoch an einer Verwechselungsfähigkeit fehlen. Das Kammergericht hielt den Kühnengruß 2024 für grundsätzlich verwechselungsfähig; dies könne jedoch im Einzelfall aufgrund der Beobachtungssituation (z. B. nur Beobachter in großer Nähe oder durch Zoomobjektiv) nicht gegeben sein und es komme auch auf die subjektive Einschätzung des potentiellen Täters an.

## Tathandlungen
Strafbar ist sowohl das Verbreiten der genannten Kennzeichen als auch das öffentliche Verwenden sowie das Verwenden in einer Versammlung und das Verwenden in einem vom Täter verbreiteten Inhalt (§ 86a Abs. 1 Nr. 1 StGB). Ebenso strafbar sind bestimmte darauf gerichtete Vorbereitungshandlungen, nämlich das Herstellen, das Vorrätig-Halten sowie das Ein- und Ausführen zum Zwecke der Verbreitung oder Verwendung in der genannten Art und Weise (§ 86a Abs. 1 Nr. 2 StGB).

### § 86a Abs. 1 Nr. 1 StGB
Verbreiten bedeutet das In-Verkehr-Bringen einer Sache, also sie der Öffentlichkeit zugänglich zu machen. Dabei ist nach dem Willen des Gesetzgebers ein Verbreiten bereits dann anzunehmen, „wenn die Gegenstände einem größeren, nicht bestimmten Personenkreis zugänglich gemacht werden oder Anhaltspunkte dafür vorliegen, daß der Erwerber in dieser Weise verfahren wird“. Dem hat sich der Bundesgerichtshof 2017 für Volksverhetzung und Verunglimpfung des Staates und seiner Symbole angeschlossen. Ein solches Verbreiten wurde 2022 vom Oberlandesgericht Celle für § 86a StGB durch Einstellen von Bildern in eine WhatsApp-Gruppe angenommen, bei denen es der Angeklagte auf Grund der politischen Einstellung der Mitglieder der Gruppe es für möglich hielt, dass die Mitglieder die geteilten Bilder über WhatsApp an „Dritte und damit einen größeren, nicht bestimmbaren Personenkreis weiterleiten“ würden. Ähnlich hielt das Bayerische Oberste Landesgericht 2023 ein Verbreiten für § 86a StGB durch Einstellen in eine WhatsApp-Chat-Gruppe in der Regel für gegeben, es sei denn, dass die Mitglieder durch außerhalb des Chatverlaufs liegende Umstände eng verbundenen seien und dass die Mitglieder jeweils darauf vertrauen würden, dass die geteilten Inhalte nicht an Dritte weitergegeben würden. 2024 lehnte das Oberlandesgericht Frankfurt am Main dagegen die Eröffnung eines Hauptverfahrens vor dem Landgericht Frankfurt am Main ab. Bei der WhatsApp-Gruppe von sechs bis acht Personen lägen keine Anhaltspunkte dafür vor, dass die Angeschuldigten eine Weitergabe nicht nur für möglich gehalten, sondern auch im Rechtssinne gebilligt hätten. Nach einer restriktiveren Ansicht in der Literatur soll ein Verbreiten erst dann gegeben sein, wenn der Inhalt wirklich an einen größeren Personenkreis gelangt ist (ohne dass eine tatsächliche Kenntnisnahme erforderlich sei), wobei auf den Wortlaut verwiesen wird.
Verwenden bedeutet „irgendeinen Gebrauch machen“ und ist „im weitesten Sinne auszulegen“. Dabei reicht es, dass das Zeichen optisch oder akustisch wahrnehmbar ist.
Nach der wohl herrschenden Meinung, der auch der Gesetzgeber zustimmt, kann auch das Setzen von Hyperlinks ein Verwenden in diesem Sinne darstellen, einer anderen Ansicht nach nicht.
Das Verwenden muss öffentlich, in einer Versammlung oder in einem vom Täter verbreiteten Inhalt (§ 11 Absatz 3) geschehen.
„Öffentlich im Sinne dieser Vorschrift wird ein Kennzeichen der in § 86 I Nr. 1, 2 und 4 bezeichneten Parteien und Vereinigungen dann verwendet, wenn die Art der Verwendung die Wahrnehmbarkeit für einen größeren, durch persönliche Beziehungen nicht zusammenhängenden Personenkreis begründet“ Dabei kommt es nicht auf die Öffentlichkeit des Ortes an, so dass sowohl in einer Privatwohnung bei einer Feier diese gegeben sein kann als auch auf einem öffentlichen Platz beim leisen Sprechen diese fehlen kann. Hierbei gilt, dass „die bloße Möglichkeit, daß unbeteiligte Dritte jederzeit hinzutreten können, nicht ausreicht, um die Öffentlchkeit eines im übrigen nichtöffentlichen Kreises von Personen zu begründen“. Das Teilen eines Hakenkreuzes auf Twitter mit ca. 13.000 Followern stellt nach einer Entscheidung des Bayerischen Obersten Landesgerichts von 2023 ein öffentliches Verwenden dar. Der Bundesgerichtshof nahm 2024 ein öffentliches Verwenden beim Teilen auf Facebook mit 844 sogenannten Freunden an, da bei solch einer Zahl mehrheitlich eine lediglich zufällige oder gar virtuelle Bekanntschaft vorliege.
Das Brandenburgische Oberlandesgericht definierte 2020: „Eine Versammlung zeichnet sich durch Singularität und einen gemeinsamen Versammlungszweck aus.“ Dies solle bei einer Schulklasse fehlen. Ähnlich wird für eine Versammlung in der strafrechtlichen Literatur eine gemeinsame Zweckausrichtung und gemeinsame Meinungsbildung gefordert.
Das Verwenden in einem vom Täter verbreiteten Inhalt, kann ebenfalls eine Tathandlung darstellen. Nach § 11 Absatz 3 gilt: „Inhalte im Sinne der Vorschriften, die auf diesen Absatz verweisen, sind solche, die in Schriften, auf Ton- oder Bildträgern, in Datenspeichern, Abbildungen oder anderen Verkörperungen enthalten sind oder auch unabhängig von einer Speicherung mittels Informations- oder Kommunikationstechnik übertragen werden.“ Das Verbreiten von Inhalten ist nach der Gesetzesbegründung zum entsprechenden Änderungsgesetz auch durch unkörperliche Weitergabe möglich und soll auch die Übertragung in Echtzeit im Internet erfassen. Einer Ansicht nach muss sich der mögliche Täter diesen Inhalt zu eigen machen.

### § 86a Abs. 1 Nr. 2 StGB
In Nummer 2 werden bestimmte Vorbereitungshandlungen zu vollendeten Handlungen erhoben. Dies sind das Herstellen, das Vorrätig-Halten, das Ein- und Ausführen von Kennzeichen darstellender oder enthaltender Inhalte (sofern zudem bestimmte Anforderungen an den subjektiven Tatbestand vorliegen).
Aus dem geänderten Wortlaut folgt nach einer Ansicht in der Literatur, dass nicht nur körperliche Ergebnisse gemeint sind.
Herstellen ist erst vollendet, wenn das Endprodukt vorliegt, das verbreitet werden kann.
Vorrätig-Halten erfordert nach herrschender Meinung nur ein Stück des Kennzeichens, nach anderer Ansicht mehrere. Mittelbarer Besitz genügt; der Täter muss über den Absatz mitbestimmen können. Die Gesetzesbegründung zur Änderung von Schriften auf Inhalte schließt die Anwendung auf Echtzeitübertragungen ohne Speicherung beim Empfänger aus und fordert für das Vorrätig-Halten eine „Perpetuierung von gewisser Dauer“. Dem schließt sich eine Ansicht in der Literatur an.
Einführen liegt vor, wenn der Täter das Kennzeichen selbst über die Grenze der Bundesrepublik Deutschland bringt, es von außen versendet oder bestellt; Vollendung liegt aber erst vor, wenn das Kennzeichen über die Grenze, Beendigung, wenn es zum Empfänger gelangt. Streitig ist, ob Durchführen im Transit genügt oder nicht.
Ausführen ist jedes Verbringen aus dem Gebiet der Bundesrepublik Deutschland.

## Einschränkungen des Tatbestandes

### Fälle teleologischer Restriktion
Angesichts der Weite des Tatbestandes werden in verschiedenen Fällen teleologische Restriktionen, also Einschränkungen aufgrund des Zwecks der Norm, erwogen. Nach einem Urteil des Bundesgerichtshofes aus 2007 kommt eine derartige Tatbestandseinschränkung nur dann in Frage, wenn eindeutig eine ablehnende Haltung zu erkennen sei:

„Der Gebrauch des Kennzeichens einer verfassungswidrigen Organisation in einer Darstellung, deren Inhalt in offenkundiger und eindeutiger Weise die Gegnerschaft zu der Organisation und die Bekämpfung ihrer Ideologie zum Ausdruck bringt, läuft dem Schutzzweck der Vorschrift ersichtlich nicht zuwider und wird daher vom Tatbestand des § 86a StGB nicht erfasst. Da sich in einem derartigen Fall die gegnerische Zielrichtung bereits aus dem Aussagegehalt der Darstellung selbst ergibt, erstreckt sich der Tatbestandsausschluss grundsätzlich auf jeglichen Gebrauch der Kennzeichen, sei es Herstellung, Vorrätighalten, Verbreiten oder sonstiges Verwenden. Auf die Umstände des Gebrauchs kommt es dabei zur Begründung eines Tatbestandsausschlusses nicht an. Der Senat weist freilich darauf hin, dass ein Tatbestandsausschluss nur gerechtfertigt erscheint, wenn die Gegnerschaft sich eindeutig und offenkundig ergibt und ein Beobachter sie somit auf Anhieb zu erkennen vermag.“

Vom Gesetzgeber wurde das Merkmal des Verwendens bei der Gesetzesänderung zum 1. Januar 2021 mit dem expliziten Zweck beibehalten, dass solche Einschränkungen beibehalten werden können.
In der Literatur und der Rechtsprechung der unteren Gerichte werden die Folgerungen aus der Berücksichtigung des Schutzzweckes teilweise weiter gefasst: Die Gefährdung des politischen Friedens sei erst dann gegeben, wenn die Verwendung bekenntnishaft geschehe, eine Strafbarkeit scheide bereits dann aus, „wenn die Art der Verwendung nicht objektiv zur Förderung der Organisation bzw. ihrer Bestrebungen geeignet“ sei oder es reiche für eine Straflosigkeit, die Wiedergabe sei „nach den konkreten Umständen generell nicht geeignet, bei einem objektiven Betrachter den Eindruck einer Identifikation“ des potentiellen Täters „mit den Zielen des Nationalsozialismus zu erwecken“.
Dagegen entschied der Bundesgerichtshof im Oktober 2008, dass es für den strafbaren Gebrauch des von der verbotenen Volkssozialistischen Bewegung Deutschlands/Partei der Arbeit (VSBD/PdA) als Symbol benutzte stilisierte Keltenkreuz oder eines zum Verwechseln ähnlichen Kennzeichens keines Bezuges zu dieser Organisation bedürfte.
Zudem wurden Fälle des Gebrauchs des Hakenkreuzes in Karikaturen auf sozialen Netzwerken von der obergerichtlichen Rechtsprechung als strafbar angesehen, so im Oktober 2022 und November 2023 vom Bayerischen Obersten Landesgericht und im September 2023 vom Oberlandesgericht Oldenburg. Das Kammergericht entschied im September 2024, dass ein Posten auf einem sozialen Netzwerk von einer Abbildung eines Hakenkreuzes auf einer Schutzmaske zur Kritik an Corona-Maßnahmen strafbar sei. Eine Einschränkung des Tatbestands ist nach diesen Entscheidungen nur dann gerechtfertigt, wenn sich auf Anhieb aus der Abbildung in eindeutiger und offenkundiger Weise die Gegnerschaft des Angeklagten zur NS-Ideologie ergebe.

#### Hitlergruß bzw. „Heil Hitler!“ in offensichtlich ablehnender Haltung
Der Bundesgerichtshof bejahte eine solche Restriktion schon vor 2007 beispielsweise, nachdem ein Angeklagter einmalig den Hitlergruß (ausgestreckter Arm und „Heil Hitler!“) gezeigt hatte, um Ablehnung zu einem offensichtlich nicht angemessenen Verhalten von Polizeibeamten Ausdruck zu verleihen. Im konkreten Fall, den der Bundesgerichtshof 1972 entschied, war ein auf dem Boden liegender Demonstrant von vier Polizisten mit Schlagstöcken verprügelt und mit Füßen getreten worden und der Angeklagte hatte dies gesehen. Jedoch auch eine Auslegung in dem Sinne, dass nur dann ein Verwenden erfasst sei, wenn dies als Bekenntnis zu der verbotenen Organisation aufgefasst würde, sah der Bundesgerichtshof in dieser Entscheidung als zu weitgehend an. Zudem betonte der Bundesgerichtshof auch, dass diese Restriktion bei einem einmaligen Verwenden des verbotenen Kennzeichens „der Art, daß die Kennzeichen nur kurz in das äußere Erscheinungsbild traten“ in Frage komme; insbesondere bei einem gehäuften Verwenden bestehe die Gefahr, dass sich die Öffentlichkeit an dieses Kennzeichen gewöhnen könne.
Das Oberlandesgericht Oldenburg nahm 1985 eine derartige Tatbestandeinschränkung wie der Bundesgerichtshof sogar an, nachdem ein Autofahrer „Heil Hitler!“ im Protest gegen das Verhalten von Politessen äußerte, die einen schriftlichen Widerspruch nicht niederschreiben wollten. Das Gericht betonte allerdings auch, dass es sich nur „eine kurze einmalige Verwendung des Kennzeichens“ gehandelt habe.
Dagegen hielt das Bundesverfassungsgericht 2006 eine Verurteilung eines Mannes wegen eines Kritik äußernden Hitlergrußes gegenüber Polizisten aufrecht. Der Mann hatte an einem Ort Alkohol getrunken, an dem dies verboten war und war daraufhin von den Polizisten sichtlich betrunken hinaus begleitet worden. Der anschließend gegenüber den (sich offensichtlich korrekt verhaltenen) Polizisten geäußerte Hitlergruß stehe nicht offensichtlich für einen objektiven Beobachter im Widerspruch zur nationalsozialistischen Haltung. Zudem hielt das Bundesverfassungsgericht es für zulässig, dass die Rechtsprechung die weitergehende Tatbestandsreduzierung der bekenntnishaften Äußerung aus der Literatur ablehne.

#### Rael-Symbol
Ersichtlich vom Schutzzweck nicht erfasst sein soll nach einer Entscheidung des Bayerischen Obersten Landesgerichtes von 1988 das Rael-Symbol, das den Davidstern und das Hakenkreuz kombiniert. Dies sei für einen objektiven, unbefangenen Beobachter ohne weiteres erkennbar. Ein Zeichen, das Davidstern und Hakenkreuz gleichrangig verbindet, sei auf der Grundlage nationalsozialistischen Gedankenguts undenkbar.

#### Durchgestrichene, zerbrochene usw. Hakenkreuze
Bevor der Bundesgerichtshof 2007 seine Rechtsprechung von der Restriktion in offensichtlichen Fällen auf durchgestrichene bzw. zerbrochene oder ähnliche Hakenkreuze anwendete, kam es zu etlichen Kontroversen.

Ein durchgestrichenes Hakenkreuz

Um dem Rechtsextremismus entgegenzutreten, haben antifaschistische Gruppen Symbole der Ablehnung entworfen, darunter ein durchgestrichenes oder durchbrochenes Hakenkreuz. Nach Auffassung mehrerer deutscher Staatsanwaltschaften waren jedoch solche Hakenkreuzdarstellungen von den Verbotsgesetzen mitbetroffen.
Das Amtsgericht Mannheim verurteilte einen Studenten zum Ableisten von Sozialstunden in einer gemeinnützigen Einrichtung und zur Zahlung einer Geldstrafe von 200 Euro, weil dieser einen Anstecker mit einem durchgestrichenen Hakenkreuz getragen hatte und nicht eindeutig zu erkennen sei, dass sich der Träger damit gegen den Nationalsozialismus äußere. Im Revisionsverfahren wurde der Student freigesprochen.
Das Amtsgericht Tübingen sprach einen Studenten für das Tragen eines Ansteckers mit durchgestrichenem Hakenkreuz 2005 schuldig, verwarnte ihn und behielt sich die Verhängung einer Geldstrafe von 10 Tagessätzen zu je 15 Euro vor (vgl. Verwarnung mit Strafvorbehalt). Am 16. März 2006 hob das Landgericht Tübingen dieses Urteil auf: Der Träger sei eindeutig als Antifaschist hervorgetreten, das Symbol lasse selbst für Touristen seine Gegnerschaft zum Nationalsozialismus erkennen und der Träger wäre auch sonst durch einen Verbotsirrtum entlastet gewesen, da bundesdeutsche Polizeistellen und Behörden § 86a StGB unterschiedlich ausgelegt hätten.
Am 29. September 2006 verurteilte das Landgericht Stuttgart einen Versandhändler von der Firma Nix-Gut Records für den Versand von Waren, auf denen beispielsweise durchgestrichene oder von einer Faust zerschlagene Hakenkreuze zu sehen waren, nach § 86a Abs. 1 Nr. 1 und 2, § 86 Abs. 1 Nr. 4 StGB zu einer Geldstrafe von 90 Tagessätzen von je 40 Euro. Es sei rechtswidrig, Aufdrucke auf T-Shirts, Postern, Anhängern oder Ähnlichem zu verwenden, die sich offensichtlich bewusst gegen die auf ihnen dargestellte Symbolik aussprechen – unabhängig davon, unter welchem Slogan sie verfasst und beworben wurden (etwa „Nazis raus!“). Denn es handle sich bei § 86a StGB unstreitig um einen abstrakten Gefährdungstatbestand. Daher sei dessen objektive Erfüllung unabhängig von der subjektiven politischen Meinung des Verwenders. Zudem solle die Symbolik der NS-Zeit gänzlich aus der Öffentlichkeit verbannt werden.
Das Urteil stieß bei deutschen Strafrechtlern und Politikern vielfach auf Empörung und wurde auch im Bundestag debattiert. Das bewusste Eintreten gegen Rechtsextremismus sei zu fördern, nicht zu kriminalisieren. Auf eine parlamentarische Anfrage hin kündigte das Bundesministerium der Justiz eine Gesetzesänderung an, falls der Bundesgerichtshof (BGH) Urteile gegen Träger antinazistischer Symbole bestätigen würde. Der Bundesgerichtshof hatte das Verwenden von Plakaten, „wenn nach dem gesamten Inhalt des Plakats eine Wirkung auf Dritte in einer dem Symbolgehalt des Kennzeichens entsprechenden Richtung von vornherein ausgeschlossen ist und wenn die Verbreitung auch sonst dem Schutzzweck des § 86 a StGB erkennbar nicht zuwiderläuft“, schon 1973 für nicht strafbar erklärt. Der Versandhändler legte gegen das Urteil des Landgerichts Stuttgart Revision zum Bundesgerichtshof ein, wo der Fall am 8. März 2007 verhandelt wurde und die Bundesanwaltschaft Freispruch forderte. Dieser Forderung kam der Bundesgerichtshof am 15. März 2007 nach und hob das Urteil des Landgerichts Stuttgart auf. (Siehe Zitat oben.) Dies bedeutet nach einem Artikel der Süddeutschen Zeitung, dass in Deutschland die rechtliche Lage geklärt sei und somit das Tragen solcher Symbole erlaubt sei.

### Sozialadäquanzklausel
Ausgenommen von dem Tatbestand sind nach der sogenannten Sozialadäquanzklausel Handlungen der staatsbürgerlichen Aufklärung, der Abwehr verfassungswidriger Bestrebungen, der Kunst oder der Wissenschaft, der Forschung oder der Lehre, der Berichterstattung über Vorgänge des Zeitgeschehens oder der Geschichte oder ähnlicher Zwecke (§ 86a Abs. 3 i. V. m. § 86 Abs. 4 StGB).
Nicht angenommen hat der Bundesgerichtshof 1979 das Eingreifen der Sozialadäquanzklausel in einem Fall, in dem es um das Verbreiten von Modellflugzeugen der NS-Luftwaffe mit aufgedrucktem Hoheitszeichen inklusive Hakenkreuz ging.
Angewendet hat die Sozialadäquanzklausel dagegen der Bundesgerichtshof 1979 beim Verkauf einer antiquarischen Ausgabe von Mein Kampf mit Hakenkreuz auf dem Umschlag.  Zu den ähnlichen Zwecken zähle auch der Handel mit solchen Büchern aus der Zeit des Nationalsozialismus, der „heute in erster Linie als Mittel der Unterrichtung über Wesen und Programm des Nationalsozialismus dienen kann“.
Ebenfalls wandte der Bundesgerichtshof 1983 die Klausel an in Bezug auf eine Auktion von Militaria und Orden mit erheblichen Schutzvorrichtungen und unter anderem Museen als potentiellen Käufern. Dabei betonte er aber auch, dass die Sozialadäquanzklausel immer nur dann eingreife, wenn die Handlung den (ergänze: weit gesteckten) Schutzzweck des § 86a StGB nicht verletze.
Ebenso angenommen hat der Bundesgerichtshof 1983 die Anwendbarkeit der Sozialadäquanzklausel bei Hitler-Bildern und Hakenkreuzen in einem Bildband über Adolf Hitler. Der Bundesgerichtshof begrenzte entgegen der Auffassung der Staatsanwaltschaft die Verwendung nicht auf das „zum Verständnis der Informationen unbedingt“ Erforderliche. Dabei bezog sich der Bundesgerichtshof auch auf die Feststellung des Tatgerichts, „daß die Verwendung dieser beiden NS-Symbole nicht lediglich in einem pseudowissenschaftlichen Werk oder gar in anreißerischer Art und Weise verwendet wurde, sondern gerade ihre Verwendung zeig[e] dem Leser und Betrachter plastisch das Doppelbödige, das Gegensätzliche der damaligen Zeit“.
Privat Militaria zu sammeln und in begrenztem Maße zu tauschen, soll nach einer Ansicht in der Literatur unter die Sozialadäquanzklausel fallen, nach der Ansicht des Gesetzgebers soll in solchen Fällen schon ein Verbreiten bzw. ein Vorrätig-Halten zum Verbreiten fehlen.

### Kollision mit der Kunstfreiheit
Ohne Bezug auf die Sozialadäquanzklausel hob das Bundesverfassungsgericht 1987 eine Verurteilung auf, in der die FDJ bzw. ein Ereignis in ihrer Geschichte Gegenstand der Kunst (Westdeutsche Erstaufführung des Herrnburger Berichts von Bertolt Brecht und Paul Dessau) war und daher ihre Symbole auch auf den Werbeplakaten zu sehen waren. Ebenso hob das Bundesverfassungsgericht 1990 eine Verurteilung auf, in der es um verbotene Symbole im Rahmen einer satirischen Darstellung Hitlers als tourender Jo-Jo-Spieler auf T-Shirts ging. „Beide Darstellungen lassen entgegen der Auffassung des Landgerichts auch die Interpretation zu, daß Hitler und sein Größenwahn hier in Form einer Satire verspottet werden sollen.“ schrieb das Bundesverfassungsgericht unter anderem in seiner Begründung. In der Literatur wird betont, eine Strafbarkeit komme in der Fallgruppe der Kollision mit der Kunstfreiheit aber immer dann in Betracht, wenn das eigentliche Ziel die Werbung für die verbotene Organisation sei.

## Subjektiver Tatbestand
Beim subjektiven Tatbestand gilt Folgendes:
Hinsichtlich aller objektiven Tatbestandsmerkmale ist wenigstens bedingter Vorsatz (dolus eventualis) erforderlich. Bei Kennzeichen einer verbotenen Partei oder Vereinigung nach § 86 Abs. 1 Nr. 1 oder 2 muss das unanfechtbare Verbot zumindest für möglich gehalten werden. Zu den Anforderungen an Billigen im Sinne des bedingten Vorsatzes beim Verwenden siehe oben bei § 86a Abs. 1 Nr. 1 StGB.
Nicht erforderlich sind eine inhaltliche Zustimmung zum Symbolgehalt des Kennzeichens, ein Wille zur Unterstützung der verbotenen Organisation oder gar eine verfassungsgefährdende Absicht bzw. gar eine Absicht, den politischen Frieden zu stören.
Strittig ist, ob bei den im Absatz 1 Nr. 2 zur Vollendung erhobenen Vorbereitungshandlungen (Herstellen, Vorrätig-Halten, Ein- und Ausführen) beim Merkmal „zur Verbreitung oder Verwendung im Inland oder Ausland“ Absicht im Sinne zielgerichteten Wollens (dolus directus I) nötig sei, zumindest direkter Vorsatz im Sinne sicherer Gewissheit (dolus directus II) erforderlich sei oder ob auch hier wenigstens der bedingte Vorsatz genüge. Die Ansicht, die zielgerichtetes Wollen fordert, kann als überwiegend bezeichnet werden.
Ist die Verletzung des Schutzzweckes nicht eindeutig aus den Umständen zu ersehen, bedarf es nach einer Entscheidung des Oberlandesgerichtes Jena aus 2019 „einer besonders sorgfältigen Prüfung der subjektiven Tatseite“ (zur Parole „Deutschland erwache“). Entsprechend hat schon 2008 der Bundesgerichtshof zum Verwenden des Keltenkreuzes entschieden.
Ein Irrtum über die tatsächlichen Voraussetzungen der Sozialadäquanzklausel (§ 86a Abs. 3 in Verbindung mit § 86 Abs. 4) ist ein Tatbestandsirrtum, ein Irrtum über die Reichweite dieser Klausel bloß ein Verbotsirrtum. Entsprechendes gilt nach dem für Irrtümer dahingehend, „der Gebrauch sei wegen ausreichender Distanzierung nicht tatbestandsmäßig“ (vgl. oben Fälle teleologischer Restriktion).

## Ausland/Inland bzw. Handlungsort
Die Strafbarkeit von im Ausland begangenen Handlungen richtet sich nicht nur nach dem auf den ersten Blick ersichtlichen Wortlaut des § 86a StGB, sondern auch nach dem Strafanwendungsrecht.
Nach Abs. 1 Nr. 1 muss die Tat „im Inland“ begangen werden.
Strittig ist bzw. war, ob für die Vorbereitungshandlungen bzw. deren Ziel nach Abs. 1 Nr. 2 dieselbe räumliche Beschränkung gilt oder nicht.
Zudem sind Auswirkungen im Inland nach dem Strafanwendungsrecht zu beachten, beispielsweise wenn ein Hitlergruß im Ausland durch eine Fernsehübertragung im Inland gezeigt wird.
Geändert (und verschärft) wurde das Strafanwendungsrecht mit Wirkung vom 1. Januar 2021. Durch diese Gesetzesänderung folgt aus dem geänderten § 5 Nr. 3 Buchst. b eine erweiterte Anwendbarkeit für Auslandstaten, insbesondere über das Internet. Eine Strafbarkeit nach dem Recht Deutschlands ist danach zu bejahen,
Hierfür nennt der Gesetzgeber als Beispiel den oben genannten Fall, dass ein Deutscher oder ein Ausländer mit Lebensgrundlage in Deutschland bei einem Fußballspiel im Ausland den Hitlergruß zeige und dies nach Deutschland übertragen werde. Die in § 86a Abs. 1 Nr. 2 genannten Vorbereitungshandlungen (herstellen, vorrätig halten, einführen, ausführen) sind von dieser Regelung im Strafanwendungsrecht nicht erfasst.
Die bisherige Rechtsprechung des Bundesgerichtshofes zum Einstellen von „Kennzeichen verfassungswidriger Organisationen“ aus dem Ausland ins Internet kann nach dieser Änderung als überholt gelten. Nach dem überholten Beschluss des Bundesgerichtshofes aus 2014 war eine Strafbarkeit in diesen Fällen abzulehnen, auch wenn die Kennzeichen vom Inland aus abrufbar waren. Es wird vertreten, dass  die Wörter „im Inland“ innerhalb des § 86a StGB durch diese Rechtsänderung bedeutungslos geworden seien.
Neben dem verschärften § 5 StGB soll nach dem Willen des Gesetzgebers das Strafrecht Deutschlands allerdings auch noch nach dieser Gesetzesänderung nach der bisherigen Regelung in § 7 Absatz 2 Nummer 2 StGB anwendbar sein.

## Konkurrenzen
Im Rahmen der Konkurrenzen gilt:
Die Handlungen im Sinne des Abs. 1 Nr. 1 („verbreitet“ usw.) verdrängen etwaige Vorbereitungshandlungen nach Nr. 2.
Nach herrschender Meinung kann Tateinheit mit Verbreiten von Propagandamitteln verfassungswidriger und terroristischer Organisationen, § 89–90c StGB, Volksverhetzung und Beleidigung bestehen, ebenso mit § 3 und § 24 VersammlungsG; mit § 84 und § 85 StGB nur, soweit die Verwendung des Kennzeichens zugleich Mittel der Organisationstat ist. Im Verhältnis zu § 15 des Gesetzes über Titel, Orden und Ehrenzeichen geht § 86a StGB vor (siehe § 21 OWiG).

## Rechtsfolgen
Die Tat wird mit Freiheitsstrafe von bis zu drei Jahren oder mit Geldstrafe bestraft. Das Gericht kann dem Täter nach Maßgabe von § 92a StGB (also „Neben einer Freiheitsstrafe von mindestens sechs Monaten“) die Fähigkeit, öffentliche Ämter zu bekleiden, Rechte aus öffentlichen Wahlen zu erlangen, und das Recht, in öffentlichen Angelegenheiten zu wählen oder zu stimmen, aberkennen. Außerdem können die Tatgegenstände gemäß § 92b Satz 1 Nr. 2 StGB eingezogen werden.
Bei geringer Schuld kann das Gericht nach § 86a Abs. 3 i. V. m. § 86 Abs. 4 StGB von Strafe absehen. Unter den gleichen Voraussetzungen, unter denen das Gericht von Strafe absehen kann (also bei geringer Schuld), kann auch bereits die Staatsanwaltschaft mit Zustimmung des Gerichtes von der Erhebung der öffentlichen Klage absehen (§ 153b Abs. 1 StPO) oder, sofern die Klage schon erhoben und die Hauptverhandlung noch nicht eröffnet wurde, das Gericht mit Zustimmung der Staatsanwaltschaft und des Angeschuldigten das Verfahren einstellen (§ 153b Abs. 1 StPO).
In Bezug auf Dienstverhältnisse sind berufs- und disziplinarrechtlich verschiedene gesetzliche Regelungen zu beachten:
Bei eine Freiheitsstrafe von 6 Monaten oder mehr ist der Verurteile vom Wehr- oder Zivildienst ausgeschlossen (§ 10 Nr. 1, § 30 Abs. 1 S. 1, 2 Halbsatz 1 WPflG, § 9 Nr. 1, § 45 Abs. 1 S. 1 ZDG). War der Verurteilte Beamter, so endet bei einer Verurteilung ab 6 Monaten Freiheitsstrafe das Beamtenverhältnis mit dem Tage der Rechtskraft der Verurteilung (§ 41 Abs. 1 S. 1 Nr. 2 BBG, § 24 Abs. 1 S. 1 Nr. 2 BeamtStG).
Bei Richtern reicht eine rechtskräftige Verurteilung zu jeglicher Freiheitsstrafe nach dieser Norm, um ihren Status als Richter zu beenden (§ 24 Nr. 2 DRiG). Entsprechendes gilt für Zeit- und Berufssoldaten (§ 38 Abs. 1 Nr. 1, § 48 S. 1 Nr. 1, § 54 Abs. 2 Nr. 2 SG). Auch eine Verurteilung nach Ende der Dienstzeit hat für Soldaten Konsequenzen für Dienstgrad und Versorgung (§ 53 Abs. 1 S. 1 Nr. 1, 2b, § 57 Abs. 1, 2 S. 2 SG); vergleichbar ist dies bei Beamten geregelt (vgl. etwa § 59 Abs. 1 S. 1 BeamtVG, Art. 80 Abs. 1 Nr. 2 Bayerisches Beamtenversorgungsgesetz). Im Hinblick auf § 92a StGB ist zu beachten, dass diese Folgen auch durch einen Verlust der Amtsfähigkeit eintreten [ergänze: Relevanz hier zweifelhaft, siehe oben: „Neben einer Freiheitsstrafe von mindestens sechs Monaten“]. Bei Notaren gilt Ähnliches wie bei Landesbeamten (§ 49 BNotO). Zudem führt der Verlust der Amtsfähigkeit bei Rechtsanwälten (§ 14 Abs. 2 Nr. 2 BRAO), Steuerberatern (§ 46 Abs. 2 Nr. 2 StBerG) und Wirtschaftsprüfern (§ 20 Abs. 2 Nr. 2 WPO) zum Ende der Berufsausübung.
Mögliche berufs- oder disziplinarrechtliche Konsequenzen sind allerdings schon bei der Strafzumessung zu berücksichtigen (§ 46 Abs. 1 S. 2 StGB).

## Prozessuales
Wegen der überindividuellen Rechtsgüter und der Deliktsnatur (siehe beides oben) kann der einzelne Bürger kein Verletzter im Sinne der Strafprozessordnung sein (vgl. inzwischen § 373b StPO), so dass ein dennoch gestellter Antrag auf ein Klageerzwingungsverfahren unzulässig wäre.

## Strafstatistik
2019 gab es nach dem Recht Deutschlands 1.368 Abgeurteilte (Betroffene gerichtlicher Entscheidungen) und 1.044 Verurteilte bezogen auf § 86a StGB. 2020 gab es 1.646 Abgeurteilte und 1.244 Verurteilte. 2021 gab es 1.777 Abgeurteilte und 1.323 Verurteilte. In der strafrechtlichen Literatur wird davon ausgegangen, dass von dem Hintergrund häufiger „Hakenkreuzschmierereien“ und häufiger Verwendung von Kennzeichen im Internet die Dunkelziffer erheblich ist.

## Sonstige Wirkung
Etwa bei Auktionen historischer Gegenstände und Schriften mit Bild wird oftmals das Hakenkreuz vorher durch Überdecken oder per Bildbearbeitung unkenntlich gemacht. So ist beispielsweise auch auf der Rückseite einer anfänglichen Version (2005) des DVD-Covers zum Film „Der Untergang“ und der ersten DVD das Hakenkreuz im Reichsadler an der Mütze des Hitler-Darstellers Bruno Ganz schwarz übermalt. In einer anderen Version ist der Darsteller kleiner abgebildet, und die Mütze ist teilweise abgedunkelt, sodass das Symbol nicht vollständig erkennbar ist; weitere Cover kommen ganz ohne Darstellung aus. Die Filmplakate, Standfotos, ausländische Covers und das Cover des Begleitbuchs sind nicht retuschiert. Historisch forschende Autoren stellten das beschriebene Zeichen auf dem Cover sicherheitshalber nicht dar und nannten ihr 2009 erschienenes Buch XX – Die SS-Rune als Sonderzeichen auf Schreibmaschinen.

### Computerspiele
Das Computerspiel Wolfenstein 3D, das die NS-Zeit zwar fiktiv, aber inhaltlich und ästhetisch zum zentralen Thema hat, wurde 1994 bundesweit wegen seiner Darstellung verfassungswidriger Kennzeichen beschlagnahmt und aufgrund seiner Gewaltdarstellung von der Bundesprüfstelle für jugendgefährdende Medien indiziert. Die nachfolgenden Titel der Reihe erschienen, neben internationalen Fassungen, auch in jeweils speziellen deutschsprachigen Versionen, in welchen jeder direkte Bezug zum dort als Feindbild dargestellten „Dritten Reich“ entfernt wurde. Anders als in der Bundesrepublik wurden in Österreich und der Schweiz auch die internationalen Fassungen regulär vertrieben. Das Entfernen von verfassungswidrigen Kennzeichen im Sinne des § 86a StGB wurde branchentypisch bei einer Vielzahl von Computerspielen angewandt; in Deutschland herrschte ein de facto Verbot solcher Darstellungen in Computerspielen.
Am 9. August 2018 wurde eine Änderung der Verwaltungspraxis der Altersfreigaben der Unterhaltungssoftware Selbstkontrolle (USK) verkündet: Seitdem können auch Computerspiele mit verfassungswidrigen Kennzeichen zur Prüfung eingereicht und gegebenenfalls mit einer Altersfreigabe versehen werden. Mit unter anderem Wolfenstein: Youngblood wurde im Jahr 2019 in Deutschland eine Spielversion mit Hakenkreuzen veröffentlicht, nachdem die USK-Gremien zuvor eine Altersfreigabe vergeben hatten, wobei die Elektronik-Fachmarktkette Media-Saturn und die Computerspielkette GameStop diese Version aufgrund der sensiblen Inhalte nicht vertreiben wollten.
Nach der Prüf- und Spruchpraxis (Stand 2019) können jedenfalls Spiele mit edukativem Inhalt und ausreichend kritischer Auseinandersetzung eine Alterskennzeichnung erhalten. Nach der Ansicht von Raphael Wager in der juristischen Fachpresse soll dies jedoch im Rahmen der Sozialadäquanzklausel auch für Spiele mit primär unterhaltendem Charakter möglich sein.